# ペンシルバニア鉄道S2型蒸気タービン機関車
ペンシルバニア鉄道S2型蒸気タービン機関車は、ペンシルバニア鉄道の蒸気タービン機関車である。1輌が製造され、1944年に#6200が納入された。S2は唯一の6車輪の先台車、8車輪の動輪と6車輪の従台車を備えたホワイト式車輪配置で6-8-6の車輪配置だった。S2は直接駆動式蒸気タービン;タービンは減速機で中央部の2軸を駆動して外部の2軸は連接棒によって駆動された。タービンの欠点は機関車の全体の速度を超過して最適な速度でタービンを運転する事が出来なかった事である。S2はこれまでに製造された最大の直接駆動式のタービン機関車の設計だった。
機関車は元は4-8-4の車輪配置で製造される予定だったが、戦時下での軽量な合金鋼の使用が制限されており重量の増加により、軸重を抑える為にそれぞれ6車輪の先台車と従台車が必要だった。2基のタービンが装備され、1基は前進用で小型の方は後退用で速度は22 mph (35 km/h)までだった。.  A large boiler with a ベルペア式火室を備えた大型のボイラーと長い燃焼室が備えられた。タービンの排気は配管で煙室内の4基のノズルへ導かれ、既存の特有の4重スタックを介して掃気をもたらした。ウォーシントン式給水加熱器が効率を高める目的で搭載された。2基の空気ポンプが列車の制動のために渡り板の下の煙室の前付近に備えられ、大型の放熱器が圧縮空気を冷却する目的で前部に備えられた。ペンシルバニア鉄道の他の大型の旅客用蒸気機関車であるT1とS1で使用された形式と類似の16車輪の炭水車が備えられた。
機関車はより高出力で高容量で出力に余力があり、燃費が妥当だった。タービン駆動は軌道に優しく、より高出力を企図した。経済速度では良好だったものの、機関車は低速では非経済的だった。ボイラーは通常は310 psi (2.1 MPa)で運転されたが、低速時には圧力は85 psi (0.59 MPa)まで下げた。低速時の燃料の消費が増え.火室の温度が過熱して煙室の固体ボルトの破損を誘引する場合があった。
機関車の問題点と優位性は新興のディーゼル機関車の確保により、#6200は決して重複しなかった。
機関車は1949年に運行を外れ、1953年に解体された。